# Traversée de Lille à la nage
La Traversée de Lille à la nage est une course de nage en eau libre. Elle a lieu pour la première fois en 1910.

## La course
Inspirée par la Traversée de Paris à la nage (première édition en 1905), la traversée de Lille est organisée par le Club des Nageurs professionnels lillois, dirigé par M. Henri Six, avec le soutien du journal L'Écho du Nord. Elle se nage en eau morte sur le canal de la Deûle, de Loos au pont de la Citadelle soit une distance de 5 km. Elle est ouverte aux professionnels. Des prix en espèces et des médailles sont distribués aux concurrents les mieux classés. Interrompue pendant la Première Guerre mondiale, elle reprend à partir de 1919.

## Palmarès
| Année                  | Vainqueur        | deuxième               | troisième        | quatrième        |
| ---------------------- | ---------------- | ---------------------- | ---------------- | ---------------- |
| 1910                   | Victor Hochepied | Verbecke               | Sézille          | Degerny          |
| 1911                   | Albert Chrétien  | Charles Hanouet        | Louis Dessein    | Simon            |
| 1912                   | Victor Hochepied | Duboc                  | Louis Dessein    | Duverger         |
| 1913                   | Albert Chrétien  | Georges Bélot          | Charles Anomet   | Georges Michel   |
| 1914                   | Georges Bélot    | Albert Chrétien        | Alphonse Herbaut | Nicolas Biewesch |
| 1919                   | Albert Chrétien  | Georges Pouilley       | Désiré Marchez   | Badon            |
| 1920                   | Albert Chrétien  | Lefebvre               | Dhaussy          | Maes             |
| 1920 (course féminine) | Marceline Wurtz  | Yvonne Lamand-Mortagne | Mme Wurtz        |                  |
| 1921                   | Albert Flecht    | Lefebvre               | R. Desmettre     | Herbaut          |
| 1922                   | Vermetten        | Maurice Blitz          | Barrière         | Daussy           |
| 1923                   | Robert Vermeulen | P. Chatelain           |                  |                  |
| 1924                   | Joseph Le Driant | Edmond Zwahlen         | Armand Lanoix    |                  |
| 1925                   | Jean Vos         | Léon Tallon            | Clauque          | Jean Pérol       |
| 1927                   | Albéric Boone    | Devos                  | Delvallée        | Evrard           |